# Старорусское викариатство
Старору́сское викариа́тство — викариатство Новгородской епархии Русской православной церкви.

## История
Учреждено 15 (26) марта 1787 году указ императрицы Екатерины II как викариатство Новгородской епархии. При этом викарному епископу Старорусскому запрещалось иметь собственный кафедральный собор, консисторию. Викарий должен был управлять делами епархии под начальством своего правящего епископа.
Епископы Старорусские имели резиденцию в Варлаамо-Хутынском монастыре, управляя им на правах настоятелей.
5 октября 1798 году указом императора Павла I, после ликвидации Олонецкой губернии, приходы Петрозаводского, Олонецкого, Каргопольского, Вытегорского, Пудожского уездов перешли в состав Новгородской епархии. Они находились в ведении викарного епископа Старорусского, кафедра которого оставалась в Хутынском монастыре. C 1802 года кафедра Старорусский епископов располагалась в Новгороде.
21 ноября (3 декабря) 1892 года было упразднено в связи с тем, что город Старая Русса вошёл в титул правящего архиерея Новгородской епархии.
Восстановлено в 1920-х годах, после ареста митрополита Новгородского и Старорусского Арсения (Стадницкого). Кафедра располагалась в Старой Руссе. В 1937 году кафедра пресеклась по причине массовых репрессий в отношении духовенства.
Восстановлено в 1954 году как викариатство Ленинградской епархии, в которую на тот момент входила территория Новгородской области, с 1956 года — викариатство восстановленной Новгородской епархии. После 1959 года не замещалось.

## Епископы
- Феофил (Раев) (21 апреля 1787 — 6 мая 1788)
- Афанасий (Вольховский) (30 июля 1788 — 5 марта 1795)
- Досифей (Ильин) (25 марта 1795 — 26 октября 1798)
- Арсений (Москвин) (7 ноября 1798 — 1 октября 1799)
- Антоний (Знаменский) (9 октября 1799 — 5 июля 1802)
- Михаил (Десницкий) (20 июля 1802 — 18 декабря 1803)
- Евгений (Болховитинов) (17 января 1804 — 24 января 1808)
- Антоний (Соколов) (2 февраля 1808 — 23 сентября 1810)
- Иоасаф (Стретенский) (21 ноября 1810 — 6 июля 1813)
- Мефодий (Пишнячевский) (21 сентября 1813 — 7 февраля 1816)
- Амвросий (Орнатский) (12 марта 1816 — 9 ноября 1819)
- Дамаскин (Россов) (14 декабря 1819 — 6 ноября 1821)
- Сильвестр (Цветков) (27 декабря 1821 — 29 октября 1823)
- Моисей (Богданов-Платонов-Антипов) (2 марта 1824 — 28 ноября 1827)
- Игнатий (Семенов) (26 февраля — 22 мая 1828)
- Тимофей (Котлеров-Вещезеров) (7 октября 1828 — 24 февраля 1834)
- Анастасий (Ключарёв) (13 мая 1834 — 22 мая 1837)
- Феодотий (Озеров) (11 июля 1837 — 22 июля 1842)
- Иустин (Михайлов) (27 июля — 14 ноября 1842)
- Леонид (Зарецкий) (10 января 1843 — 25 февраля 1850)
- Нафанаил (Савченко) (25 февраля — 19 декабря 1850)
- Антоний (Шокотов) (19 декабря 1850 — 27 августа 1853)
- Антоний (Павлинский) (3 октября 1853 — 18 декабря 1854)
- Иоанникий (Горский) (16 января 1855 — 15 апреля 1856)
- Платон (Фивейский) (24 мая — 31 июля 1856)
- Евфимий (Беликов) (2 декабря 1856 — 29 августа 1860)
- Феофилакт (Губин) (2 октября 1860 — 1 декабря 1862)
- Герасим (Добросердов) (10 марта 1863 — 13 января 1864)
- Аполлос (Беляев) (16 февраля 1864 — 21 февраля 1866)
- Серафим (Протопопов) (6 апреля 1866 — 4 апреля 1869)
- Феоктист (Попов) (25 мая 1869 — 7 декабря 1874)
- Никодим (Белокуров) (6 апреля 1875 — 17 июня 1876)
- Варсонофий (Охотин) (19 ноября 1876 — 28 сентября 1882)
- Анастасий (Добрадин) (28 сентября 1882 — 21 мая 1888)
- Владимир (Богоявленский) (13 июня 1888 — 19 января 1891)
- Антоний (Соколов) (19 января 1891 — 21 ноября 1892)
  - 1892—1920-е — упразднено
- Иоанникий (Сперанский) (9 июня 1923 — 12 мая 1931)
- Феодор (Яковцевский) (апрель 1924 — июнь 1925) в/у, еп. Устюженский
- Алексий (Симанский) (18 мая 1932 — 24 августа 1933) митрополит
- Иннокентий (Тихонов) (1 ноября 1933 — март 1937)
- Михаил (Чуб) (11 ноября 1954 — 1 февраля 1955)
- Сергий (Голубцов) (30 октября 1955 — 23 августа 1959)